# Lughetto
Lughetto è una frazione italiana di 838 abitanti del comune di Campagna Lupia, dalla quale dista circa 5 km.
Il centro abitato si è sviluppato nel corso degli anni in modo assiale lungo via Marzabotto, e questo ha permesso la nascita di due distinte, anche se piccole, zone industriali: una a nord e una a sud.

## Storia
L'area fu abitata fin dal neolitico e in età romana la zona fu bonificata perché era una foresta paludosa.

## Cultura

### Istruzione

#### Scuole
- Scuola primaria Fratelli Bandiera

## Monumenti e luoghi d'interesse
- Chiesa dei Santi Gregorio e Tommaso, costruita nel 1505 e consacrata nel 1563[3].
- Piazza della Conciliazione